# Knockfarrel
Knockfarrel (Schots-Gaelisch: Cnoc Fearghalaigh) is een dorp ongeveer 2 kilometer ten oosten van Strathpeffer in de Schotse lieutenancy Ross and Cromarty in het raadsgebied Highland.